# 公害防止主任管理者
公害防止主任管理者（こうがいぼうししゅにんかんりしゃ）は、公害防止管理者、公害防止統括者とともに、特定の工場において選任することが法律で義務付けられている管理責任者である。公害防止主任管理者に選任される者は、公害防止管理者等国家試験に合格するなどして、その資格を得ていなければならない。
公害防止主任管理者を選任しなければならない特定工場は、大規模なばい煙発生設備及び汚水等排出施設が併置されており、排出量が毎時4万m3以上であり、かつ、排出水量が一日あたり1万m3以上のものである。
試験は、毎年少なくとも1回経済産業大臣及び環境大臣が行なう、と定められており、1971年に始まり、1987年以降は現在の一般社団法人産業環境管理協会（旧称・産業公害防止協会）が実施している。

## 試験科目
1. 公害総論
2. 大気・水質概論
3. 大気関係技術特論
4. 水質関係技術特論

## その他
受験・受講資格
- 東京都一種公害防止管理者に登録することができる。